# Cerro Miscanti
Le cerro Miscanti est une montagne de l'Altiplano culminant à 5 622 mètres d'altitude dans la région d'Antofagasta, au Nord du Chili. Elle est située au sud du Chiliques et au nord du Miñiques, et domine la laguna Miscanti. Les échantillons de roches prélevés au cerro Miscanti sont composés d'andésite basaltique, mais des roches de composition dacitique ont également été découvertes.

## Géologie
Le cerro Miscanti, comme son voisin le volcan Miñiques, se dresse sur un plateau constitué d'ignimbrite, une roche formée de débris de lave acide issus d'une nuée ardente et soudés avant leur refroidissement, mélangés à une matrice vitreuse. Il remonte au Pléistocène et il est constitué de roches andésitiques et dacitiques ; le volcan est classé comme éteint, mais son activité s'est poursuivie à l'Holocène. Il existe un certain nombre de cratères, dont certains sont constitués par des dômes de lave et des coulées de lave.

## Climat
La région est dotée d'un climat désertique froid. Elle est donc particulièrement aride, avec des précipitations annuelles moyennes d'environ 249 mm. La température annuelle moyenne oscille de 5 °C. Au mois le plus chaud en janvier, la température moyenne est de 14 °C, et au mois le plus froid, en juillet, elle est −4 °C. Le mois le plus pluvieux est février, avec une moyenne de 54 mm de précipitations, et le plus sec est août, avec 5 mm de pluie.

## Faune et flore
Le cerro Miscanti fait partie de la puna sèche des Andes centrales, une région néotropicale, qui constitue l'une des huit écozones ou régions biogéographiques terrestres. Dans la nomenclature d'Alfred Russel Wallace, il définit le territoire biogéographique correspondant au Néotropis, qui est le nom donné en chorologie à la partie du globe réunissant l'Amérique centrale, les Antilles, l'Amérique du Sud et les îles Galápagos. Ses caractéristiques l'ont fait choisir pour figurer parmi la liste « Global 200 » du WWF qui recense les écorégions les plus représentatives de la biodiversité planétaire.
La flore y est exceptionnelle de par son adaptation aux conditions extrêmes de température et d'altitude. Elle se compose notamment de plantes ligneuses, comme les Poaceae, les fétuques et des espèces de Stipa et Polylepis.
La faune regroupe plusieurs camélidés andins vivant sur le plus hauts sommets du monde parmi lesquels la viscache des montagnes, la vigogne, le nandou de Darwin et le guanaco.